# Alipi Kostadinov
Alipi Kostadinov (nascido em 16 de abril de 1955) é um ex-ciclista olímpico tchecoslovaco. Representou sua nação nos Jogos Olímpicos de Verão de 1980, na prova de contrarrelógio (100 km).